# Pseudomarrubium
Pseudomarrubium là một chi thực vật có hoa trong họ Hoa môi (Lamiaceae).

## Loài
Chi Pseudomarrubium gồm các loài: